# Bangun Galih
Bangun Galih is een bestuurslaag in het regentschap Tegal van de provincie Midden-Java, Indonesië. Bangun Galih telt 2938 inwoners (volkstelling 2010).